# 阿纳科科 (路易斯安那州)
阿纳科科（英語：Anacoco），是美国路易斯安那州下属的一座村镇。根据2010年美国人口普查，该市有人口869人。建置上，属于“village”。